# Comuna Veselîi Kut, Șpola
Veselîi Kut (în ucraineană Веселий Кут) este o comună în raionul Șpola, regiunea Cerkasî, Ucraina, formată din satele Kozaceanî, Veselîi Kut (reședința) și Vîteazeve.

## Demografie
Componența lingvistică a comunei Veselîi Kut
     Ucraineană (91,59%)
     Rusă (5,41%)
     Română (2,4%)
Conform recensământului din 2001, majoritatea populației comunei Veselîi Kut era vorbitoare de ucraineană (91,59%), existând în minoritate și vorbitori de rusă (5,41%) și română (2,4%).